# Bellavista (montanha)
O Bellavista é um montanha do Maciço Bernina nos Alpes com  3 992 m de altitude que se encontra entre a Lombardia (Itália) e o cantão dos Grisões (Suíça). O cume é na realidade composto por quatro pequenos cimos e o Bellavista é o que se encontra a Leste.
O Bellavista é uma linha de separação das águas entre o Mar Adriático-Mar Negro.

## Ascensões
A primeira ascensão teve lugar a 10 de setembro de 1868 por Emil Burckhardt e Hans Gras, e a primeira travessia foi feita a partir do Piz Palu a 19 de agosto de 1889 por C. C. Branch e B. Wainewright com o guia Martin Schoche.